# Comté de Smith (Texas)
Pour les articles homonymes, voir Comté de Smith et Smith.
Le comté de Smith, en anglais : Smith County, est un comté situé dans le nord-est de l'État du Texas aux États-Unis. Fondé le 11 avril 1846, son siège de comté est la ville de Tyler. Selon le recensement des États-Unis de 2020, sa population est de 233 479 habitants. Le comté a une superficie de 2 459 km2, dont 2 404 km2 en surfaces terrestres. Il est nommé en l'honneur de James Smith (en), un général, héros de la révolution texane.

## Organisation du comté
Le comté de Smith est créé le 11 avril 1846, à partir des terres du comté de Nacogdoches. Il est définitivement organisé et autonome le 8 août 1846.
Le comté est baptisé en l'honneur de James Smith (en), un général, héros de la révolution texane,.

## Géographie
Le comté de Smith est situé au nord-est de l'État du Texas, aux États-Unis,. Il est bordé à l'ouest par la rivière Neches et au nord par le fleuve Sabine.
Il a une superficie totale de 2 459,7 km2, composée de 2 386,5 km2 de terres et de 73,2 km2 de zones aquatiques.

## Comtés adjacents
| Comté de Van Zandt | Comté de Wood     | Comté d'Upshur |
|                    | comté de Smith    | Comté de Gregg |
| Comté de Henderson | Comté de Cherokee | Comté de Rusk  |

## Démographie
Lors du recensement de 2010, le comté comptait une population de 209 714 habitants. En 2017, la population est estimée à 227 727 habitants,.

Pyramide des âges du comté de Smith (2000).